# 晉莊伯攻翼之戰
晉莊伯攻翼之戰發生於前718年晉國的內戰，晉國軍隊與曲沃莊伯之間的戰爭。
前745年，晉昭侯把曲沃（在今中國山西省曲沃縣）封給其叔成師，時年58歲，因「好德」而得民心。
前731年，桓叔去世，其子姬鱓繼位，是為曲沃莊伯。前724年，曲沃莊伯弒殺了晉孝侯，但晉人把莊伯逐回曲沃，立孝侯之子姬郤為國君，是為晉鄂侯。曲沃莊伯於前718年在聽到晉鄂侯死信後再次出兵入侵晉國，但周平王發兵干預，派遣虢公討伐曲沃，立晉哀侯，莊伯退回曲沃。